# ダンツキッスイ
ダンツキッスイ（欧字名:Dantsu Kissui、2005年3月28日 - 不明）は、日本の競走馬。主な勝ち鞍に2008年のアーリントンカップ。
馬名の由来は、冠名＋「生粋」。

## 経歴

### 2歳
デビューは2007年9月29日。そこでは後のチューリップ賞勝ち馬であるエアパスカルを押さえての逃げ切りで勝利を挙げた。2戦目の萩ステークスでは2着に終わったものの、ここでも後のラジオNIKKEI杯2歳ステークス勝ち馬であるサブジェクトを負かす活躍を見せた。しかし、その後、東京スポーツ杯2歳ステークスは9着、中京2歳ステークスは6着と凡走が続く。

### 3歳
2月に自己条件の500万下のレースで2勝目を挙げ、アーリントンカップに出走。マイル戦にもかかわらず果敢に後続の馬達を序盤から大きく引き離す大逃げを見せ、最後まで粘りきって重賞初制覇を果たした。父シンボリクリスエスにとっても産駒の重賞初勝利となった。しかし次のニュージーランドトロフィーでは、前走同様の大逃げを見せるが、最後まで粘りきれず8着だった。続くNHKマイルカップは17着と大敗した。その後、管理していた調教師の橋本壽正が逝去したことに伴い、中村均厩舎へ転厩した。転厩初戦となった交流重賞サマーチャンピオンでは2着だったが、続く京成杯オータムハンデキャップではハイペースについていけなくなり、16頭立ての16着としんがり負けを喫した。続くペルセウスステークスでは4着、京洛ステークスでは5着だった。しかし、続く京阪杯ではブービーの17着と大敗した。その後、ギャラクシーステークスに出走したが、5着に終わった。

### 4歳
1月11日の名鉄杯に出走したが、13着と大敗した。その後根岸ステークスでは16着、千葉ステークスでは10着という結果に終わった。その後3月4日に右トウ骨遠位端骨折が判明し、休養することになった。半年の休養を終え、9月21日のエニフステークスで復帰したが9着に敗れた。その後は休養に入り4歳シーズンを終えた。

### 5歳
休養を終えて6月5日の天王山ステークスで復帰。中団追走も直線ではまったく伸びず12着と大敗した。続く米子ステークスではスタートからハナを奪って逃げるも直線で力尽き18着と殿負けを喫した。その後、初の障害戦となった7月31日の障害未勝利戦では2周目2コーナーまで先頭に立つも2周目3コーナーで後続馬に捕まりブービーの8着に敗れた。8月14日の障害未勝利戦では2周目1コーナーまで軽快に逃げるも右肩跛行を発症したため、2周目1号障害手前で競走を中止した。レース後の8月20日付で競走馬登録を抹消し、浦和競馬に移籍。しかし一度も出走しないまま11月19日付で地方競馬の競走馬登録も抹消された。
引退後の消息は不明である。

## 競走成績
以下の内容は、netkeiba.comの情報に基づく。
| 競走日     | 競馬場 | 競走名             | 格     | 距離（馬場）  | 頭 数 | 枠 番 | 馬 番 | オッズ （人気） | 着順 | タイム （上がり3F） | 着差 | 騎手        | 斤量 [kg] | 1着馬（2着馬）         | 馬体重 [kg] |
| ---------- | ------ | ------------------ | ------ | ------------- | ----- | ----- | ----- | --------------- | ---- | ------------------- | ---- | ----------- | --------- | ---------------------- | ----------- |
| 2007.09.29 | 阪神   | 2歳新馬            |        | 芝1600m（良） | 8     | 6     | 6     | 006.50（2人）   | 01着 | 01:34.8（34.8）     | -0.6 | 0長谷川浩大 | 54        | （エアパスカル）       | 502         |
| 0000.10.27 | 京都   | 萩S                | OP     | 芝1800m（稍） | 12    | 7     | 10    | 004.10（2人）   | 02着 | 01:47.9（35.8）     | -0.0 | 0福永祐一   | 55        | フローテーション       | 510         |
| 0000.11.17 | 東京   | 東スポ杯2歳S       | JpnIII | 芝1800m（良） | 15    | 6     | 10    | 004.40（2人）   | 09着 | 01:48.5（36.3）     | -1.1 | 0福永祐一   | 55        | フサイチアソート       | 506         |
| 0000.12.15 | 中京   | 中京2歳S           | OP     | 芝1800m（良） | 14    | 4     | 6     | 006.50（3人）   | 06着 | 01:48.3（35.8）     | -0.6 | 0幸英明     | 55        | ホッカイカンティ       | 506         |
| 2008.01.19 | 京都   | 3歳500万下         |        | 芝1600m（良） | 15    | 3     | 4     | 009.60（3人）   | 04着 | 01:36.1（38.5）     | -0.6 | 0長谷川浩大 | 56        | ヴェルザンディ         | 500         |
| 0000.02.03 | 京都   | 3歳500万下         |        | ダ1400m（重） | 14    | 4     | 6     | 006.00（3人）   | 01着 | 01:24.9（37.3）     | -0.4 | 0藤田伸二   | 56        | （オリジナルフェイト） | 504         |
| 0000.03.01 | 阪神   | アーリントンC      | JpnIII | 芝1600m（良） | 12    | 8     | 12    | 019.70（5人）   | 01着 | R1:34.6（36.2）     | -0.3 | 0藤田伸二   | 56        | （エーシンフォワード） | 502         |
| 0000.04.12 | 中山   | NZT                | JpnII  | 芝1600m（良） | 16    | 2     | 3     | 009.10（4人）   | 08着 | 01:35.4（37.7）     | -0.4 | 0藤田伸二   | 56        | サトノプログレス       | 496         |
| 0000.05.11 | 東京   | NHKマイルC         | JpnI   | 芝1600m（稍） | 18    | 8     | 18    | 023.2（10人）   | 17着 | 01:37.1（37.8）     | -2.9 | 0藤田伸二   | 57        | ディープスカイ         | 502         |
| 0000.08.15 | 佐賀   | サマーチャンピオン | JpnIII | ダ1400m（不） | 12    | 6     | 8     | 003.50（2人）   | 02着 | 01:26.1             | -0.7 | 0藤田伸二   | 54        | ヴァンクルタテヤマ     | 507         |
| 0000.09.14 | 中山   | 京成杯AH           | GIII   | 芝1600m（良） | 16    | 3     | 5     | 013.90（8人）   | 16着 | 01:35.5（39.4）     | -3.4 | 0三浦皇成   | 54        | キストゥヘヴン         | 510         |
| 0000.10.11 | 東京   | ペルセウスS        | OP     | ダ1400m（良） | 16    | 2     | 3     | 019.90（4人）   | 04着 | 01:23.3（36.7）     | -0.6 | 0藤田伸二   | 54        | バンブーエール         | 512         |
| 0000.11.08 | 京都   | 京洛S              | OP     | 芝1200m（稍） | 18    | 2     | 3     | 016.30（8人）   | 05着 | 01:08.1（34.3）     | -0.3 | 0長谷川浩大 | 55        | スプリングソング       | 512         |
| 0000.11.29 | 京都   | 京阪杯             | GIII   | 芝1200m（良） | 18    | 7     | 13    | 074.7（13人）   | 17着 | 01:09.7（35.1）     | -1.6 | 0長谷川浩大 | 55        | ウエスタンダンサー     | 520         |
| 0000.12.28 | 阪神   | ギャラクシーS      | OP     | ダ1400m（良） | 16    | 5     | 9     | 022.50（8人）   | 05着 | 01:24.4（37.6）     | -0.7 | 0武幸四郎   | 55        | オフィサー             | 528         |
| 2009.01.11 | 中京   | 名鉄杯             | OP     | ダ1700m（良） | 16    | 7     | 13    | 017.40（7人）   | 13着 | 01:45.8（38.4）     | -1.4 | 0北村友一   | 55        | ニシノナースコール     | 530         |
| 0000.02.01 | 東京   | 根岸S              | GIII   | ダ1400m（重） | 16    | 8     | 16    | 093.3（16人）   | 16着 | 01:26.5（40.3）     | -4.4 | 0中館英二   | 56        | フェラーリピサ         | 532         |
| 0000.02.28 | 中山   | 千葉S              | OP     | ダ1200m（不） | 16    | 3     | 5     | 081.7（13人）   | 10着 | 01:09.9（36.3）     | -1.2 | 0吉田豊     | 57        | ガブリン               | 526         |
| 0000.09.21 | 阪神   | エニフS            | OP     | ダ1400m（良） | 16    | 7     | 14    | 070.9（12人）   | 09着 | 01:25.3（38.6）     | -1.4 | 0太宰啓介   | 55        | グロリアスノア         | 528         |
| 2010.06.05 | 京都   | 天王山S            | OP     | ダ1200m（良） | 16    | 3     | 6     | 202.9（15人）   | 12着 | 01:12.2（37.1）     | -1.8 | 0太宰啓介   | 54        | サマーウインド         | 530         |
| 0000.07.04 | 阪神   | 米子S              | OP     | 芝1600m（良） | 18    | 4     | 7     | 090.7（16人）   | 18着 | 01:37.9（41.3）     | -4.1 | 0石橋守     | 54        | タマモナイスプレイ     | 534         |
| 0000.07.31 | 小倉   | 障害3歳上未勝利    |        | 芝2900m（良） | 9     | 6     | 6     | 005.50（3人）   | 08着 | R3:21.3（13.9）     | -1.6 | 0北沢伸也   | 60        | エルジャンクション     | 542         |
| 0000.08.14 | 小倉   | 障害3歳上未勝利    |        | 芝2900m（良） | 12    | 6     | 8     | 020.80（7人）   |      | 競走中止            |      | 0西谷誠     | 60        | スターフォワード       | 532         |

## 血統表
| ダンツキッスイの血統（ロベルト系 / Hail to Reason 4×5=9.38% ） | ダンツキッスイの血統（ロベルト系 / Hail to Reason 4×5=9.38% ） | ダンツキッスイの血統（ロベルト系 / Hail to Reason 4×5=9.38% ） | （血統表の出典）     | （血統表の出典） |
| 父 *シンボリクリスエス 1999 Symboli Kris S 黒鹿毛 アメリカ     | 父の父Kris S. 1977 黒鹿毛 アメリカ                             | Roberto                                                        | Hail to Reason       | Hail to Reason   |
| 父 *シンボリクリスエス 1999 Symboli Kris S 黒鹿毛 アメリカ     | 父の父Kris S. 1977 黒鹿毛 アメリカ                             | Roberto                                                        | Bramalea             |                  |
| 父 *シンボリクリスエス 1999 Symboli Kris S 黒鹿毛 アメリカ     | 父の父Kris S. 1977 黒鹿毛 アメリカ                             | Sharp Queen                                                    | Princequillo         | Princequillo     |
| 父 *シンボリクリスエス 1999 Symboli Kris S 黒鹿毛 アメリカ     | 父の父Kris S. 1977 黒鹿毛 アメリカ                             | Sharp Queen                                                    | Bridgework           |                  |
| 父 *シンボリクリスエス 1999 Symboli Kris S 黒鹿毛 アメリカ     | 父の母Tee Kay 1991 黒鹿毛 アメリカ                             | Gold Meridian                                                  | Seattle Slew         | Seattle Slew     |
| 父 *シンボリクリスエス 1999 Symboli Kris S 黒鹿毛 アメリカ     | 父の母Tee Kay 1991 黒鹿毛 アメリカ                             | Gold Meridian                                                  | Queen Louie          |                  |
| 父 *シンボリクリスエス 1999 Symboli Kris S 黒鹿毛 アメリカ     | 父の母Tee Kay 1991 黒鹿毛 アメリカ                             | Tri Argo                                                       | Tri Jet              | Tri Jet          |
| 父 *シンボリクリスエス 1999 Symboli Kris S 黒鹿毛 アメリカ     | 父の母Tee Kay 1991 黒鹿毛 アメリカ                             | Tri Argo                                                       | Hail Proudly         |                  |
| 母 サンフラワーガール 2000 鹿毛 北海道浦河町                   | 母の父*タイキシャトル Taiki Shuttle 1994 栗毛 アメリカ         | Devil's Bag                                                    | Halo                 | Halo             |
| 母 サンフラワーガール 2000 鹿毛 北海道浦河町                   | 母の父*タイキシャトル Taiki Shuttle 1994 栗毛 アメリカ         | Devil's Bag                                                    | Ballade              |                  |
| 母 サンフラワーガール 2000 鹿毛 北海道浦河町                   | 母の父*タイキシャトル Taiki Shuttle 1994 栗毛 アメリカ         | *ウェルシュマフィン Welsh Muffin                               | Caerleon             | Caerleon         |
| 母 サンフラワーガール 2000 鹿毛 北海道浦河町                   | 母の父*タイキシャトル Taiki Shuttle 1994 栗毛 アメリカ         | *ウェルシュマフィン Welsh Muffin                               | Muffitys             |                  |
| 母 サンフラワーガール 2000 鹿毛 北海道浦河町                   | 母の母*ランバダスタイル Lambada Style 1988 黒鹿毛 アイルランド | Dancing Brave                                                  | Lyphard              | Lyphard          |
| 母 サンフラワーガール 2000 鹿毛 北海道浦河町                   | 母の母*ランバダスタイル Lambada Style 1988 黒鹿毛 アイルランド | Dancing Brave                                                  | Navajo Princess      |                  |
| 母 サンフラワーガール 2000 鹿毛 北海道浦河町                   | 母の母*ランバダスタイル Lambada Style 1988 黒鹿毛 アイルランド | Santa's Sister                                                 | Middle Brother       | Middle Brother   |
| 母 サンフラワーガール 2000 鹿毛 北海道浦河町                   | 母の母*ランバダスタイル Lambada Style 1988 黒鹿毛 アイルランド | Santa's Sister                                                 | Santa Paula F-No.9-h |                  |